# Chelsea (Dacota do Sul)
Chelsea é uma cidade  localizada no estado norte-americano de Dakota do Sul, no Condado de Faulk.

## Demografia
Segundo o censo norte-americano de 2000, a sua população era de 33 habitantes.
Em 2006, foi estimada uma população de 29, um decréscimo de 4 (-12.1%).

## Geografia
De acordo com o United States Census Bureau tem uma área de
0,8 km², dos quais 0,8 km² cobertos por terra e 0,0 km² cobertos por água. Chelsea localiza-se a aproximadamente 412 m acima do nível do mar.

## Localidades na vizinhança
O diagrama seguinte representa as localidades num raio de 28 km ao redor de Chelsea.